# Scanner coronaire
Le Scanner coronaire, ou coro-CT, est un examen de tomodensitométrie permettant de visualiser les artères coronaires.

## Historique
Les premiers scanners n'étaient pas adaptés à l'exploration cardiaque : l'acquisition d'une simple coupe nécessitait plusieurs secondes ce qui est impraticable pour un organe mobile.
Dans les années 1980, sont apparus les scanners à acquisition ultrarapide où une coupe pouvait être acquise en moins de 100 ms, rendant possible l'examen du cœur. La résolution restait cependant insuffisante pour examiner les artères coronaires (qui font de 1 à 3 mm de diamètre). Ces scanners ont alors été essentiellement utilisés pour l'estimation des calcifications de ces dernières, examen ne nécessitant pas d'injection. L'importance de celles-ci a été corrélée à la survenue d'accidents cardiaques.
Depuis, l'apparition des scanners dits « multibarettes » permet l'acquisition simultanée de plusieurs plans de coupe.

## Technique
Il ne peut être fait qu'avec des scanners relativement récents, dits multi-barrettes (disponibles qu'à partir de 1999), permettant une acquisition simultanée sur plusieurs plans de coupe proches et une reconstruction tridimensionnelle de l'organe. Les premiers examens ont été faits au début des années 2000 avec les scanners 8 (image très médiocre dans ce cas) et 16 coupes. Les dernières générations de scanners permettent l'acquisition simultanée de 64 coupes. La résolution spatiale de ces derniers peut être inférieure à un demi millimètre.
Le cœur est un organe mobile (donc quadridimensionnel : trois dimensions d'espace + temps) et son étude en une seule passe n'est pas possible techniquement. Plusieurs acquisitions calées sur le même moment du cycle cardiaque (défini par l'électrocardiogramme qui est mis en place systématiquement pour chaque examen) sont donc nécessaires. Cela impose un rythme cardiaque pas trop rapide, qu'on peut ralentir artificiellement par l'injection de bêta-bloquants, ainsi qu'une régularité du cycle cardiaque (examen trop imprécis en cas de cœur irrégulier ou arythmie). La fréquence cardiaque est moins limitante chez les scanners de dernière génération comportant deux sources d'émission de rayons X au lieu d'une.
L'examen nécessite l'injection d'un produit de contraste iodé (Injection de 40 à 90 cm³ d'iode) avec les contre-indications de ce dernier (insuffisance rénale, allergie). Le lieu de l'injection, simple veine du bras, le distingue de la coronarographie qui nécessite une ponction d'une artère et la montée de guides, cathéters jusqu'au niveau du cœur. Le calcul du délai optimal entre l'injection et le début de l'acquisition des images est un facteur important pour la qualité de ces dernières. Il peut être estimé par une injection test d'un petit volume de produit de contraste en mesurant le temps où il apparait dans la racine de l'aorte, ce dernier pouvant également servir de déclencheur automatique de l'acquisition.
L'acquisition des images nécessite une immobilité absolue (donc une apnée) de l'ordre d'une dizaine de secondes. Elle permet l'acquisition de plusieurs centaines de coupes du cœur.
L'examen peut être fait en ambulatoire (c'est-à-dire sans hospitalisation) et le patient doit être à jeun.
Cet examen n'est pas réalisable chez tous les patients, des calcifications trop importantes, irrégularités de rythme ou encore une impossibilité pour le patient de rester immobile et en apnée rendent l'examen ininterprétable.
L'irradiation est de l'ordre de 10 à 15 mSv, suivant le protocole utilisé et la génération du scanner (elle est supérieure avec les scanners de dernière génération, à 64 coupes simultanées). Elle est donc significative (équivalente à près de 600 radiographies pulmonaires), et sensiblement supérieure à celle d'une coronarographie classique. Elle est théoriquement suffisante pour augmenter le risque de certains cancers à très long terme. Cette irradiation peut être sensiblement diminuée en réduisant l'intensité du rayonnement durant la systole (temps du cycle cardiaque où la définition tridimensionnelle est de moindre importance puisque les artères coronaires sont essentiellement visualisées en diastole, lorsque les ventricules sont les plus remplis).

## Résultats
On obtient plusieurs milliers de coupes transversales de la cage thoracique (pour un scanner 64 coupes) à différents moments du cycle cardiaque. Les images sont regroupées tous les 10 % de ce dernier afin d'obtenir une reconstruction (une dizaine par cycle).
Un traitement informatique permet d'obtenir une reconstitution tridimensionnelle du cœur que le manipulateur peut bouger dans l'espace, grâce au logiciel. Des techniques de colorisation permettent de mieux voir les coronaires.
Un second traitement informatique de l'image permet d'aplanir chaque coronaire, dont le trajet est normalement tortueux et dont l'intégralité ne peut être visualisée dans un seul plan de coupe. Par cette méthode, la coronaire, en particulier son calibre et la présence ou l'absence de rétrécissement (sténose), peut être analysée sur une seule image.
Le contenu en calcium de l'artère peut être évalué (score calcique). Ce score peut être estimé avec un scanner classique, sans injection, et requiert une irradiation bien moindre qu'un scanner coronaire. Si le score est trop important, l'image sous-jacente se dégrade, rendant difficile l'analyse de l'artère coronaire.
Le volume ventriculaire peut être évalué en systole et en diastole, permettant de calculer la fraction d'éjection, indice important témoin de la qualité du muscle cardiaque.
Les autres structures thoraciques peuvent être également analysées.

## Place par rapport à la coronarographie
Son utilisation a fait l'objet de recommandations par les sociétés savantes américaines, publiées en 2010.
L'examen de référence pour visualiser les coronaires reste la coronarographie. Il s'agit d'un examen invasif nécessitant une hospitalisation en service spécialisé et une ponction artérielle avec montée de sonde sous scopie. En contrepartie, il permet parfois de traiter dans le même temps le rétrécissement de l'artère coronaire détecté par une angioplastie.
Le scanner cardiaque est un examen relativement simple, indolore, peu dangereux si on respecte les contre-indications. Les doses de rayons X font qu'il ne peut être répété facilement car il entraîne une irradiation substantielle du patient, nettement plus importante qu'une simple radiographie, ou même qu'une coronarographie simple, entraînant un risque modéré mais quantifiable de survenue d'un cancer. Il permet d'éviter la coronarographie s'il démontre l'absence de lésion significative sur les artères coronaires (haute valeur prédictive négative, proche de 96 %). Sa spécificité est cependant plus faible (75 % en prenant la coronarographie comme examen de référence). Elle ne permet naturellement pas de traiter les lésions détectées. Il permettrait de détecter certaines lésions ne déformant pas la lumière (l'intérieur) d'une artère comme les plaques molles. Son utilisation dans la visualisation des pontages aorto-coronariens a été validée. L'évaluation de la perméabilité des stents (petits ressorts métalliques posés lors d'une angioplastie pour éviter la resténose) reste difficile à évaluer, le métal entraînant de nombreux artéfacts réduisant la qualité de l'image. Seuls les stents suffisamment grands peuvent être visualisés correctement.

## Perspectives
La multiplication des plans de coupe permet une amélioration de l'imagerie, les modèles apparaissant en 2007 comportant ainsi jusqu'à 320 barrettes, permettant une très bonne qualité d'imagerie.
Certains scanners peuvent travailler simultanément sur des rayons X de deux énergies différentes, ce qui permettrait une meilleure caractérisation des tissus.
Le grand défi reste la diminution de l'irradiation. Plusieurs techniques sont en cours de test : modulation du courant suivant le signal électrocardiographique et fenêtre d'acquisition fixée suivant ce dernier.